# Zara McFarlane
Zara McFarlane (* 16. Mai 1983 in London) ist eine britische Jazz/Soul-Sängerin und Songwriterin. Im Oktober 2014 erhielt McFarlane bei den MOBO Awards den Titel „Best Jazz Act“.

## Leben und Wirken
McFarlane wuchs als Kind jamaikanischer Eltern in Dagenham an der Grenze von Ost-London und Essex auf. Im Alter von 14 Jahren trat sie zum ersten Mal im Fernsehen auf, wo sie einen Song von Lauryn Hill in der Sendung Stars in Their Eyes interpretierte. Sie besuchte die BRIT School, die Tech Music School der University of West London und die Guildhall School of Music and Drama, wo sie ihre Liebe zum Jazz entwickelte und einen Master erwarb.
Bei Tomorrow’s Warriors und Jazz Jamaica traf sie auf viele der Musiker, mit denen sie heute zusammenarbeitet. Erste Aufnahmen entstanden mit dem Houseact Bopstar. Eine Debüt-EP unter eigenem Namen folgte 2010, aber erregte nicht viel Aufmerksamkeit. Das änderte sich, als Gilles Peterson sie bei Brownswood unter Vertrag nahm und ihr Album Until Tomorrow im Herbst 2011 veröffentlichte.
Ihr zweites Album, If You Knew Her wurde 2014 ebenfalls bei Brownswood veröffentlicht und führte zum MOBO-Award in der Kategorie „bester Jazz-Act“. In die Afrokaribik führte ihr drittes Album Arise (2017), dem 2020 Songs of an Unknown Tongue folgte.
McFarlane hatte Fernseh- und Radioauftritte in ganz Europa. Weiterhin ist sie auf den Alben Brownswood Bubblers Seven von Gilles Peterson und Christmas Soul von Barbara Dennerlein (MPS, 2015) zu hören. McFarlane hat auch mit Denys Baptiste, Soweto Kinch, Orphy Robinson und Louie Vega gespielt. Zudem ist sie auf Tonträgern von Ezra Collective, Camilla George, Moses Boyd, Nicola Conte (Ogun) und Bukky Leo & Black Egypt (Anarchy) zu hören. Zwei Mal wurde McFarlane vom Sender Jazz FM als Sängerin des Jahres ausgezeichnet.

## Diskographische Hinweise
- Until Tomorrow (Brownswood, 2011)
- If You Knew Her (Brownswood, 2014)
- Arise (Brownswood, 2017; mit Moses Boyd, Shabaka Hutchings, Binker Golding, Nathaniel Cross, Max Luthert, Peter Edwards, Neil Charles, Shirley Tetteh)[6]
- East of the River Nile (Brownswood, 2019; EP)
- Songs of an Unknown Tongue (2020)[7]
- Sweet Whispers: Celebrating Sarah Vaughan (2024)

## Webpräsenz
- Webpräsenz
- Zara McFarlane bei AllMusic (englisch)
- Zara McFarlane bei Discogs